# 127516 Oravetz
127516 Oravetz è un asteroide della fascia principale. Scoperto nel 2002, presenta un'orbita caratterizzata da un semiasse maggiore pari a 2,2902463 UA e da un'eccentricità di 0,0813000, inclinata di 7,49647° rispetto all'eclittica.